# Парк «Юність» (Харків)
Парк «Юність» — парк в Харкові, відкритий 1978 року в районі повороту вулиці Полтавський Шлях на Залютине. Архітектори Ю. Г. Шуліка, А. І. Зобенко, С. Д. Мискова і студенти художньо-промислового інституту.

## Про парк
На пагорбі було споруджено дитяче містечко, у основи якого було встановлено на рейках паротяг моделі 9П-746 з відкритою для доступу кабіною машиніста та двома вагонами, пасажирським (дитячий кінотеатр) і товарним (тир).
Також було споруджено цегляну двоповерхову фортецю з баштами та висячим мостом, дерев'яні скульптури в парковій зоні за фортецею. З боку Полтавського шляху парк має обеліск «Орлятко» з невеличким майданчиком для урочистостей і павільйоном трамвайної зупинки оригінальної архітектури, на кшталт перевернутої на бік діжки з віконцями-ілюмінаторами.
Пізніше парк розширювався як в бік житлового масиву, так і вздовж вулиці, де осушувались ділянки болотистої місцевості, в яку переходить парк, розвивалась інфраструктура, зокрема, були представлені атракціони, прокат картингів. В парку з'явились ставок і джерело.
В теперішній час парк знаходиться в напівпокинутому стані: ставок засічений, фортецю і гойдалки потрощено, територія в повному безладі. Паротяг проданий на металобрухт в грудні 2008 року.
В квітні 2012 року в парку жителі за сприяння міської влади висадили каштанову алею, а міський голова Геннадій Кернес пообіцяв відродити парк, зокрема привести до ладу джерело. У 2021 році розпочалася реконструкція парка, яка завершилася у серпні того ж року. На території парку з'явилися громадська вбиральня, спортивний, гімнастичний і дитячі майданчики, скалодром, замок, майданчик для вигулу собак.

## Галерея

Стан парку влітку 2008 року.